# Émilien Jacquelin
Émilien Jacquelin (Grenoble, 11 de julio de 1995) es un deportista francés que compite en biatlón.
Participó en dos Juegos Olímpicos de Invierno, obteniendo dos medallas de plata en Pekín 2022, en el relevo y el relevo mixto, y el quinto lugar en Pyeongchang 2018, en la prueba de relevos.
Ganó diez medallas en el Campeonato Mundial de Biatlón entre los años 2020 y 2025, y una medalla de plata en el Campeonato Europeo de Biatlón de 2018.

## Palmarés internacional
| Juegos Olímpicos   | Juegos Olímpicos             | Juegos Olímpicos  | Juegos Olímpicos        |
| Año                | Lugar                        | Medalla           | Prueba                  |
| ------------------ | ---------------------------- | ----------------- | ----------------------- |
| 2022               | Pekín (China)                | Medalla de plata  | Relevo                  |
| 2022               | Pekín (China)                | Medalla de plata  | Relevo mixto            |
| Campeonato Mundial |                              |                   |                         |
| Año                | Lugar                        | Medalla           | Prueba                  |
| 2020               | Anterselva (Italia)          | Medalla de oro    | Persecución             |
| 2020               | Anterselva (Italia)          | Medalla de oro    | Relevo                  |
| 2020               | Anterselva (Italia)          | Medalla de bronce | Salida en grupo         |
| 2020               | Anterselva (Italia)          | Medalla de bronce | Relevo mixto individual |
| 2021               | Pokljuka (Eslovenia)         | Medalla de oro    | Persecución             |
| 2021               | Pokljuka (Eslovenia)         | Medalla de bronce | Velocidad               |
| 2023               | Oberhof (Alemania)           | Medalla de oro    | Relevo                  |
| 2023               | Oberhof (Alemania)           | Medalla de bronce | Relevo mixto            |
| 2024               | Nové Město (República Checa) | Medalla de bronce | Relevo                  |
| 2025               | Lenzerheide (Suiza)          | Medalla de oro    | Relevo mixto            |
| Campeonato Europeo |                              |                   |                         |
| Año                | Lugar                        | Medalla           | Prueba                  |
| 2018               | Val Ridanna (Italia)         | Medalla de plata  | Relevo mixto individual |